# Szabó Nikolett
Szabó Nikolett (Debrecen, 1993. május 27. –) magyar színésznő.

## Életpályája
Hajduböszörményben nőtt fel. 2013-ban érettségizett a debreceni Ady Endre Gimnázium drámatagozatán. 2013-2018 között a Kaposvári Egyetem színművész szakán tanult, Uray Péter osztályában. Egyetemi gyakorlatát a Nemzeti Színházban töltötte. 2018-2023 között a kaposvári Csiky Gergely Színház tagja volt. 2023-tól a nyíregyházi Móricz Zsigmond Színház színésze.
Párja Törő Gergely színész.

## Színházi szerepei

### Csiky Gergely Színház
- Chicago (Liz)
- Szegény Dzsoni és Árnika
- A padlás (Süni)
- SUGAR (Some like it hot) – Van, aki forrón szereti (Mary Lou)
- A nők iskolája (Ágnes, ártatlan fiatal lány, Arnolphe nevelt lánya)
- Buborékok (Gizella)
- Meggyeskert (Ánya, a leánya)
- Csárdáskirálynő (Stázi)
- ALíz Csudaországban (ALíz)
- Siess élni!
- Madagaszkár (Néma majom/ Mort maki / Idős hölgy)
- Meseautó (Kovács Vera)
- Bánk Bán (Melinda, a felesége)

### Móricz Zsigmond Színház
- Bolha a fülbe (Raymonde Chandebise)
- Don Juan (Donna Elvira, Laura)
- Bogyó és Babóca (Ugri, a szöcskelány)
- Delila (Ilonka)
- Anconai szerelmesek (Viktória)
- Nők az idegösszeomlás szélén (Pepa)

## Film- és televíziós szerepei
- …a szomszéd tehene (2024) ...áltestvér